# Erhard Schnell

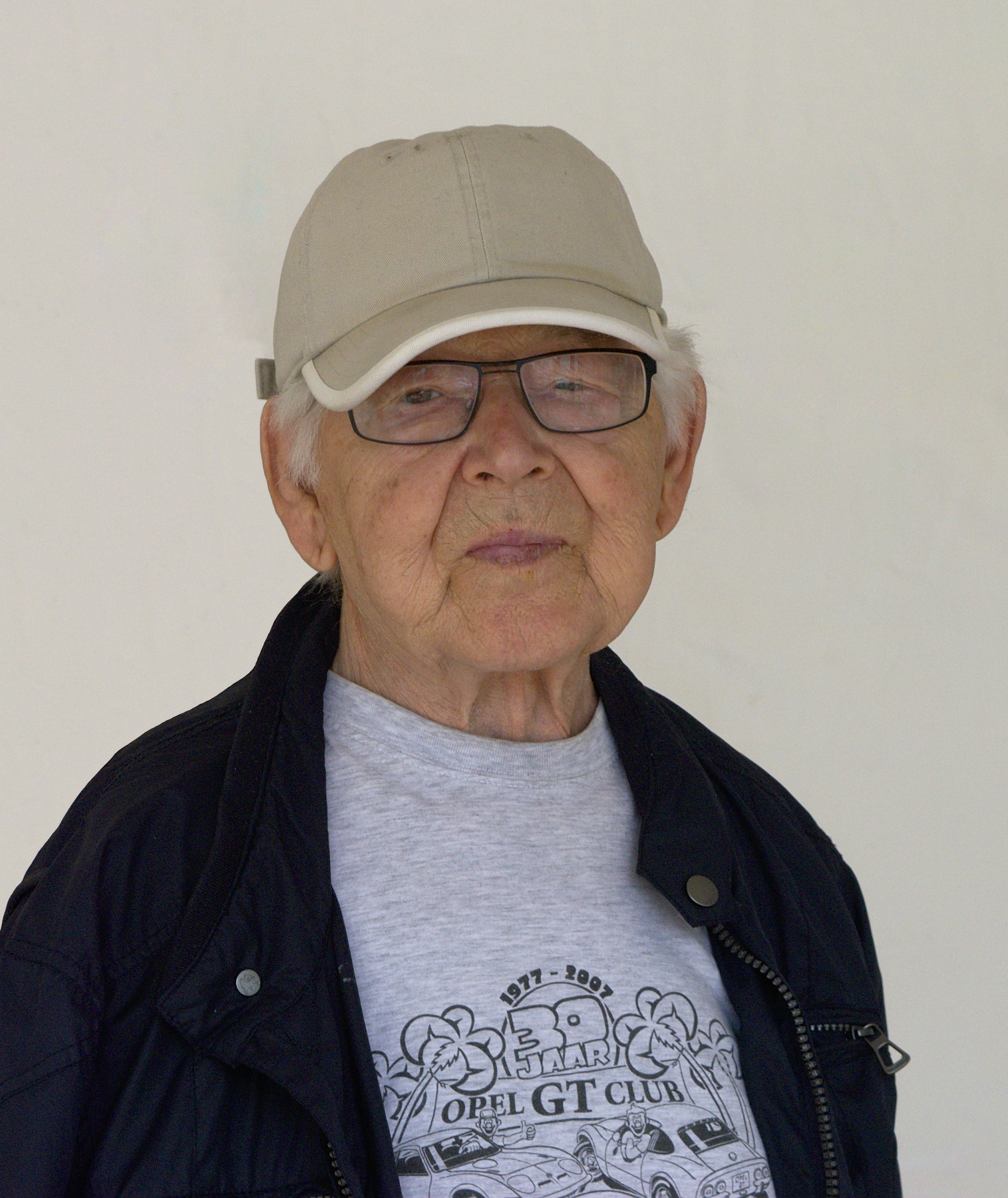
Erhard Schnell (2018)

Erhard Schnell (* 20. November 1927 in Frankfurt am Main; † 8. Februar 2020 in Trebur) war ein deutscher Automobildesigner.
Nach seiner Ausbildung als Gebrauchsgrafiker an der Werkkunstschule, der heutigen Hochschule für Gestaltung Offenbach, kam er 1952 zu Opel. 1961 perfektionierte er in Detroit seine gestalterischen Fähigkeiten, wurde 1962 Studio-Assistent und 1964 Leiter des Advanced Design Studios. Bei Opel brachte er vielen anderen Designern das Zeichnen bei. Der erste Opel-Designchef Clare MacKichan, der von der GM-Marke Chevrolet kam und von 1962 bis 1967 in Rüsselsheim wirkte, trug dazu bei, Automobildesign in Europa zu etablieren. 
So gingen Schnells erste Entwürfe für den Opel GT auf das Jahr 1962 zurück. Der Wagen ging allerdings erst 1968 in Produktion. Unter Opel-Designchef Charles „Chuck“ Jordan, der von 1967 bis 1971 die Designabteilung bei Opel leitete, war er maßgeblich an der gestalterischen Entwicklung des legendären Opel GT beteiligt. Serienmodelle wie der Opel Rekord C, der Manta A, der Ascona B, der Kadett D und der Corsa A sind mit Schnells Namen verknüpft. Später war Schnell für den Opel Calibra und den Vectra A als Chefdesigner zuständig. 
Studien wie der Opel Genève (1965), der Opel Coupé Diplomat (CD, 1969), der Opel Tech 1 (1981) und das geplante Nachfolgemodell des Opel GT, der Opel GT 2+2, tragen Schnells Handschrift. Schnell erlebte während seiner aktiven Zeit bei Opel, die bis 1991 dauerte, sechs Designchefs.
Erhard Schnell starb am 8. Februar 2020 im Alter von 92 Jahren in Trebur.